# St. Pankratius (Beuren)

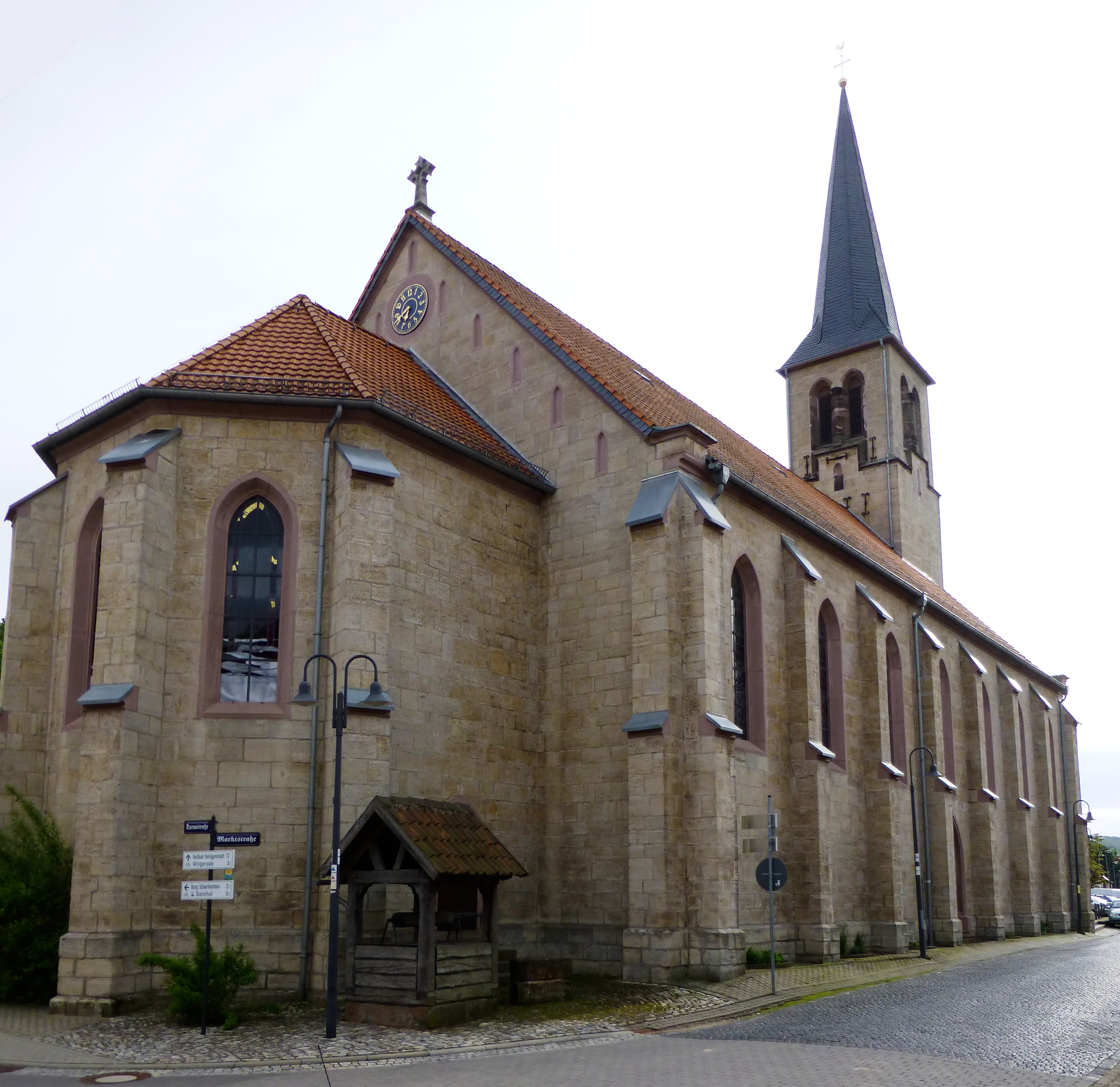
Römisch-katholische Kirche St. Pankratius in Beuren

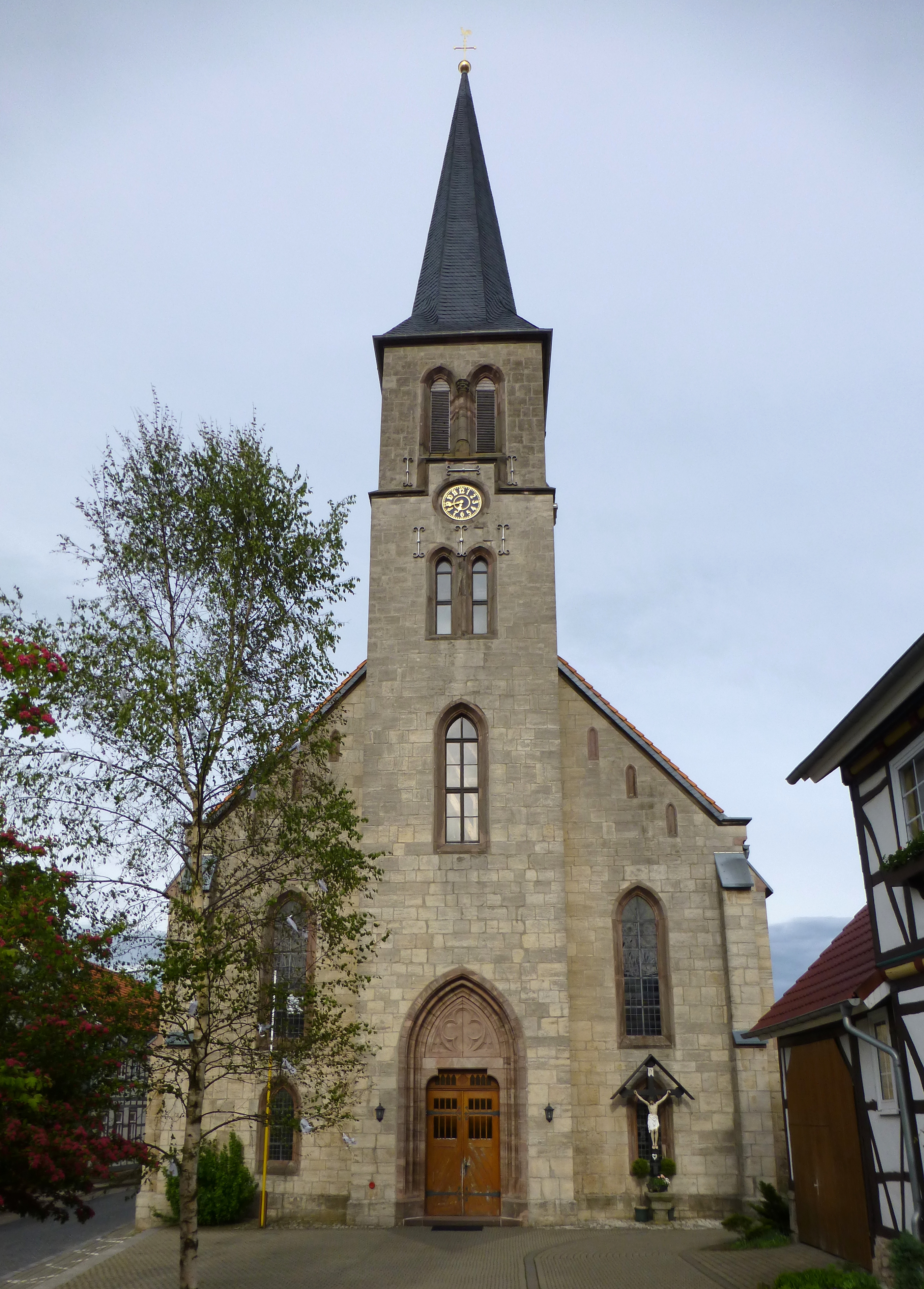
Westfassade mit Portal und Turm

Die römisch-katholische Filialkirche St. Pankratius steht in Beuren im thüringischen Landkreis Eichsfeld. Sie ist Filialkirche der Pfarrei St. Maria Magdalena Leinefelde im Dekanat Leinefelde-Worbis des Bistums Erfurt. Sie trägt das Patrozinium des heiligen Pankratius.

## Geschichte
1870 wurde die Kirche auf dem Anger errichtet, um der gewachsenen Gemeinde zu entsprechen. Die Kirchweihe wurde 1873 vollzogen. Vor der heutigen Kirche gab es bereits zwei Vorgängerbauten. Der erste wurde ca. im Jahre 1000 und der zweite 1342 errichtet. Die zweite Kirche integrierte den ehemaligen Zollturm der Stadt, der noch bis in die Gegenwart erhalten ist.

## Ausstattung
Zur Ausstattung gehört ein Flügelaltar, der ursprünglich dem ehemaligen Zisterzienserinnenkloster Beuren entstammt. Die Gestaltung von Ambo, Altar, Tabernakel und der Fenster im Altarraum sind modern.

## Orgel
Die Orgel wurde um 1880 von Louis Krell gebaut. 1930 wurde die Traktur durch Wiegand Helfenbein auf pneumatisch umgebaut. Die Orgel hat 25 Register auf zwei Manualen und Pedal. Register- und Tontraktur sind pneumatisch.